# あんびるとよぞうのラジオどんぶり
あんびるとよぞうのラジオどんぶりは、かつて東海ラジオ放送で放送されていた昼のワイド番組。

## 概要
2001年4月2日放送開始。番組コンセプトは、『聞けば得する』。
従来、12:00 - 13:00はバラバラの番組が放送されていた時間帯だったが、それらの番組を統合してワイド化した番組であった。当番組の終了後は、早川佳樹の美味時間、源石和輝美味時間、原光隆・源石和輝 美味時間と放送時間に多少の変動はあったが、その流れは現在まで続いている。

## パーソナリティ
- あんびるとよぞう（現・安蒜豊三、東海ラジオ放送アナウンサー）

## 放送時間
- 12:00 - 13:00